# ARO

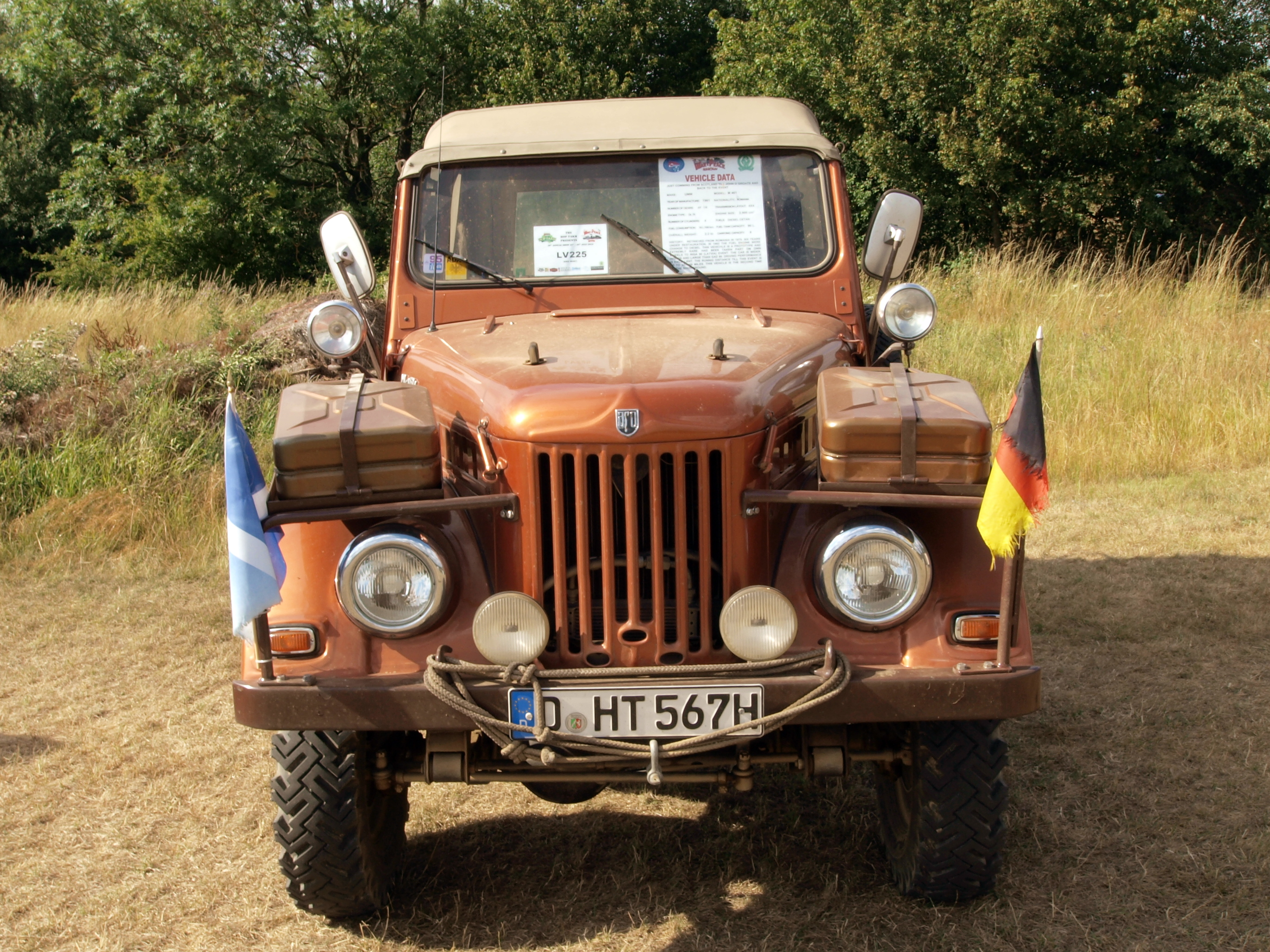
A GAZ–69-en alapuló M 461 terepjáró

Az Automobil Românesc vagy Auto Romania, röviden ARO romániai autógyár volt Câmpulungban, amely terepjáró gépkocsikat gyártott. Mint autógyár 1957-ben kezdte meg működését. 2003-ban egy félresikerült privatizációs folyamat eredményeként a gyárban a termelés leállt, majd 2006-ban csődbe ment és bezárták.

## Története
A gyár helyén 1885-től cellulóz- és papírgyár működött, amely 1899-ben beszüntette a tevékenységét. 1941-től az egykori papírgyárat a hadsereg használta raktárként, majd  Ion Antonescu marsall utasítására légcsavargyártó üzemet nyitottak ott, amely a brassói IAR repülőgépgyár számára, a IAR 80 vadászrepülőgéphez készített légcsavarokat. 1945-től 1950-ig az üzemben a román és a szovjet hadsereg járműveinek javítása folyt. 1950-től mezőgazdasági eszközöket, permetező berendezéseket gyártottak. 1953-ban a cég, amelyet akkor Állami Fémműveknek (IMS – Intreprinderea Metalurgica de Stat) neveztek, motorkerékpárokat is készített. Az IMS 53 típusú, 350 cm³-es, 17 LE-s motorral rendelkező motorkerékpárból azonban csak 12 darab készült.
A cég 1957-ben kezdett el autóalkatrészeket (sebességváltókat és motoralkatrészeket) gyártani, majd még abban az évben elkezdődött a terepjáró gépkocsik gyártása is. Az első modell az IMS 57 volt, amely a szovjet GAZ–69 terepjárón alapult, külső megjelenésében nem különbözött tőle. Ezt a modellt 1959-ig gyártották. 1959-től ennek továbbfejlesztett, erősebb, 57 LE-s motorral ellátott változatát, az M 59-t gyártotta a cég 1964-ig. Ez a modell később még további korszerűsítéseken esett át. 1964–1975 között 70 LE-s motorral ellátott változata, az M 461 készült a cégnél, és ennek dízelmotorral szerelt exportváltozatát, az M 473-t is gyártották. Az addig csak a romániai piacra készülő terepjárókat 1969-től exportálták is. Az első külföldre is szállított modell az M 461 volt, amelyet először Kínába és Kolumbiába exportáltak. A GAZ–69-en alapuló járműcsalád gyártását 1975-ben befejezték.
1972-ben jelent meg a cég teljesen új modellje, az ARO 24 járműcsalád első tagja, az ARO 240. Ez az IMS 57 család jelentősen továbbfejlesztett változata, amelyen az olasz Fiat Campagnola terepjáró második generációjának hatása érződik. A modellt számos változatban gyártották. Az ARO 241 négyajtós karosszériával készült, az ARO 242 kétajtós pickup kivitelű volt. AZ ARO 24 család gyártása 2003-ig folyt. AZ ARO 24-es modelleket 1975-től 1995-ig Portugáliában az FMAT cég gyártotta Portaro néven. A brazíliai Manausban is folyt az összeszerelése. 1980 és 1990 között Spanyolországban, Barcelonában az ENASA cég Hiparo néven végezte az összeszerelését. Ezen kívül a lengyelországi Łódźban a Damis cég készítette lengyel gyártmányú motorral felszerelve.
AZ ARO 24-es alapokon 1979-ben kifejlesztettek egy páncélozott járművet, az ABI-t, amely 4–10 mm közötti páncéllemezekből álló páncéltesttel rendelkezett, fegyverzetét egy toronyba épített 7,62 mm-es PK géppuska vagy egy 12,7 mm-es DSK géppuska alkotta. Ezt elsősorban belügyi feladatokra fejlesztették ki. Mindössze 17 darab készült, ezek közül 5 db Libériába, 10 db Algériába került, 2 db maradt Romániában. Utóbbiak az 1989-es romániai forradalomban megsemmisültek. Egyik jármű roncsa a Román Hadtörténeti Múzeumban van kiállítva.
1980-ban jelent meg az ARO 10-es modell. Ez az ARO 24 járműcsalád kisebb méretű változata volt, amelybe kezdetben 1,3 és 1,4 l-es Dacia motorokat szereltek. Az ARO 10 ugyancsak többféle kivitelben készült (három- és ötajtós SUV, pickup, kabria), a gyártása a cég 2003-as leállásáig folyt. Ennek a modellnek az összeszerelése 1988–1991 között Olaszországban is folyt. Az olasz ACM cég kezdetben csak az ARO járművek forgalmazásával foglalkozott, később elkezdte a járművek összeszerelését is. Egyes nyugat-európai piacokon Dacia 10 néven, míg Nagy-Britanniában Dacia Duster néven forgalmazták.
A kommunista rendszer 1989-es bukása után a kereskedelmi kapcsolatok kibővülésével lehetőség nyílt más gyártók korszerű motorjainak beszerelése az ARO terepjárókba. Ettől az időszaktól a járműveket gyártották Peugeot, Toyota, Ford vagy lengyel Andoria gyártmányú motorokkal is.
A gyár csúcsidőszakban, az 1970-es, 1980-as években három műszakban évente több mint 20 ezer autót állított elő. 1994-ben a termelés két műszakosra csökkent, és az éves gyártási mennyiség már csak 14 ezer darab volt. A cég fennállása alatt 380 ezer járművet állított elő.
2003-ban a román privatizációs ügynökség (APAPS) privatizálta a céget. 2003 szeptemberében a cég 68,7%-át 180 ezer USD-ért eladták az amerikai Cross Lander autógyárnak, amelynek John Perez, egy kubai születésű amerikai üzletember volt a tulajdonosa. A privatizációs szerződés értelmében a vásárló 2 millió dolláros befektetést vállalt. Erre azonban nem került sor. Később kiderült, hogy az Egyesült Államokban a Cross Lander cég lényegében nem folytat autógyártást. Közben a cég eszközeit eladták, így 2003-ban leállt a termelés. A cég 2006-ban csődbe ment, majd megszűnt.

## Gyártott modellek

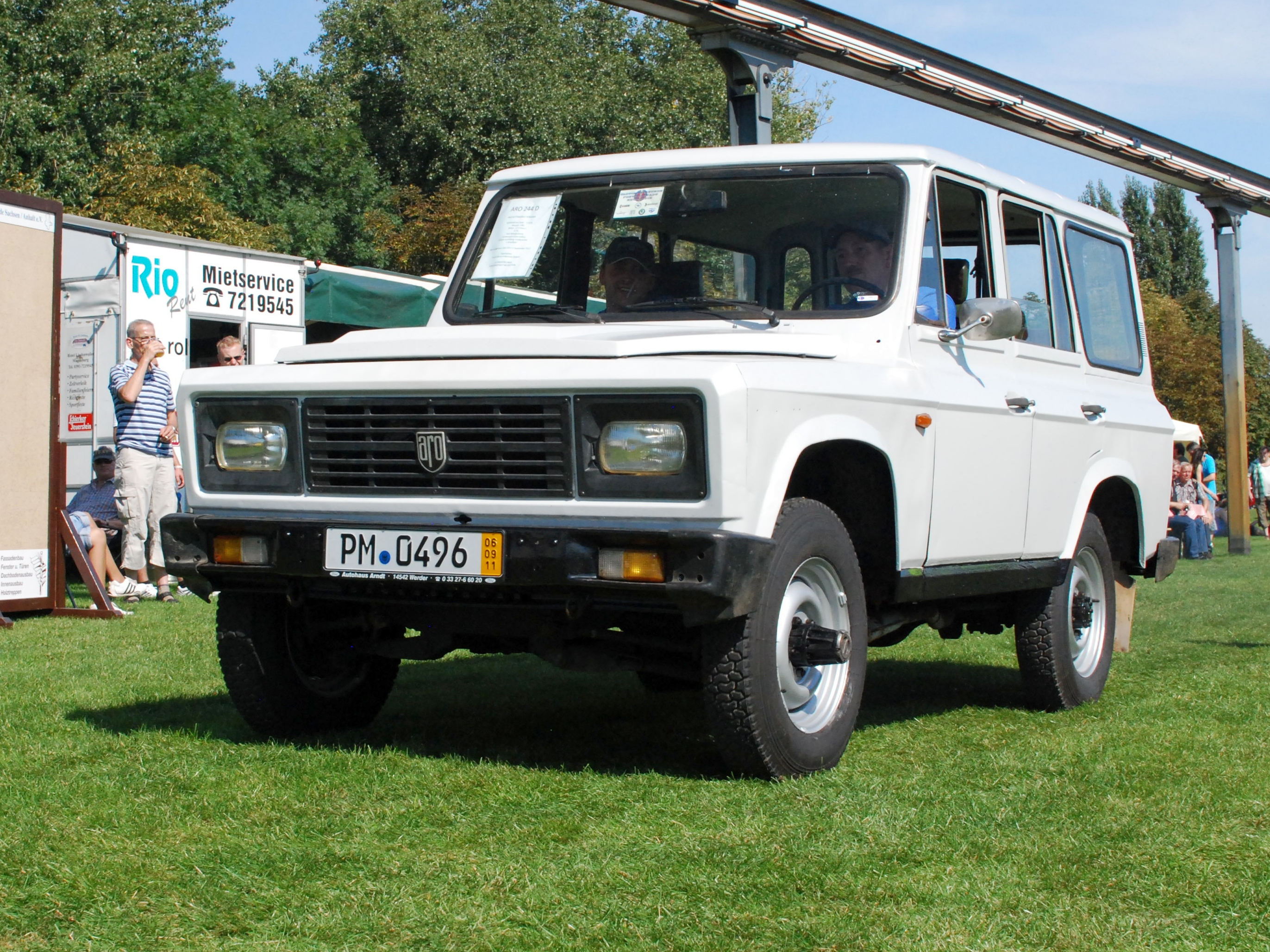
ARO 244

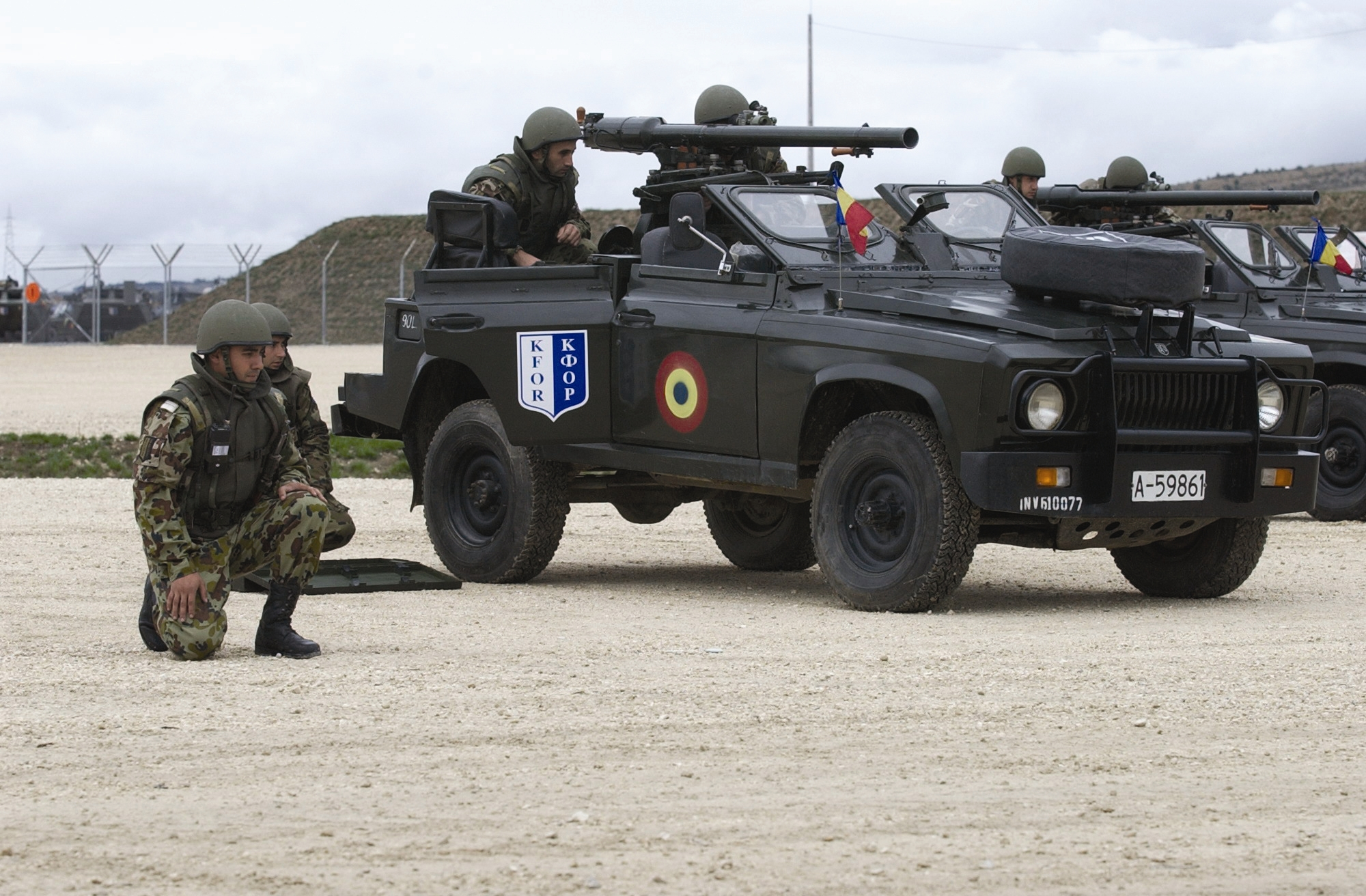
Katona ARO 241 AG–9 hátrasiklás nélküli löveggel

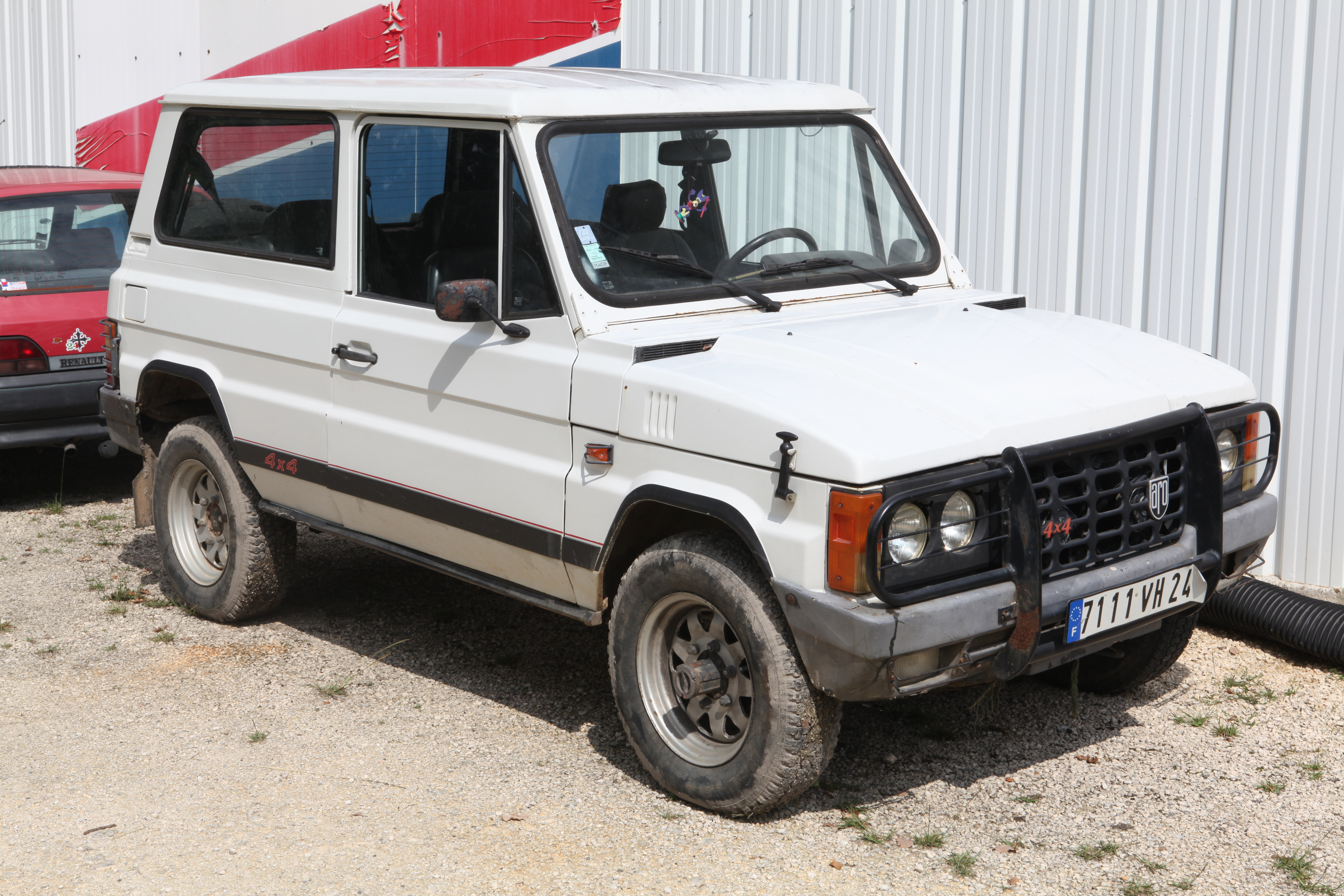
4×4-es hajtású ARO 10

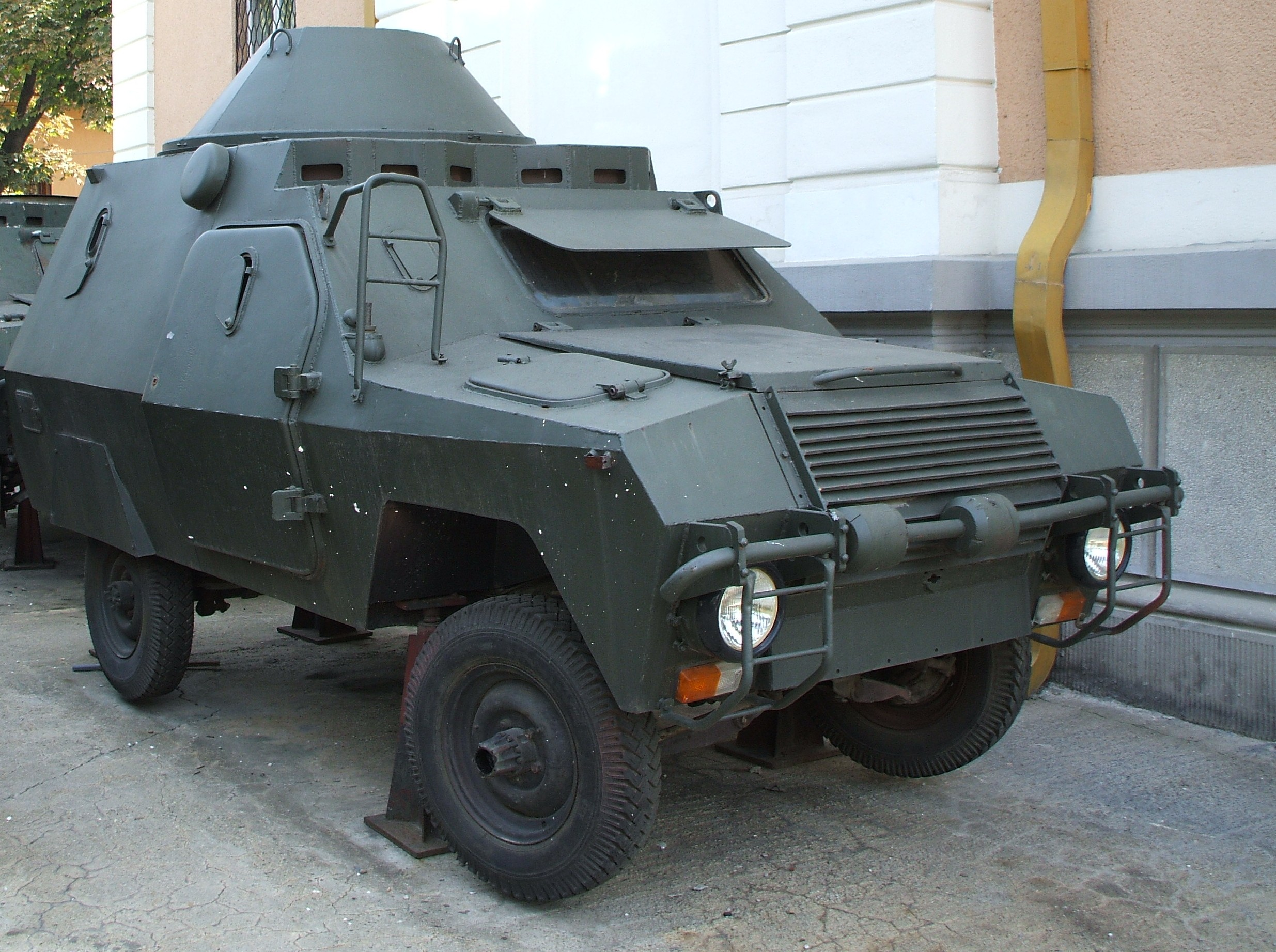
ARO 24-es alvázra épített ABI 100 páncélozott szállító jármű

### IMS 57 járműcsalád
- IMS 57
- M 59
- M 461
- M 473

### ARO 24
- ARO 240
- ARO 243
- ARO 244
- ARO 246
- ARO 266
- ARO 328 Maxi-Taxi
- ARO 33 N
- ARO 35 S
- ARO 35 M
- ARO 243
- ARO 323
- ARO 324
- ARO 330

### ARO 10
- ARO 10.1
- ARO 10.4
- ARO 10 Spartana
- ARO 11.4
- ARO 10.2
- ARO 10.3
- ARO 10.5
- ARO 10.6 pick-up
- ARO 10.9
- ARO 10.0
- ARO 11.9